# Chemins de fer du Centre-Bretagne
L'association Chemins de fer du Centre-Bretagne (CFCB) est une association sans but lucratif qui conserve et restaure du matériel ferroviaire ancien. Installée, dans l'emprise de la gare de Loudéac dans le département des Côtes-d'Armor en Bretagne, elle a fait circuler des trains touristiques et historiques sur des sections de la ligne Saint-Brieuc - Pontivy ainsi que sur la ligne d'Auray à Pontivy.

## Histoire

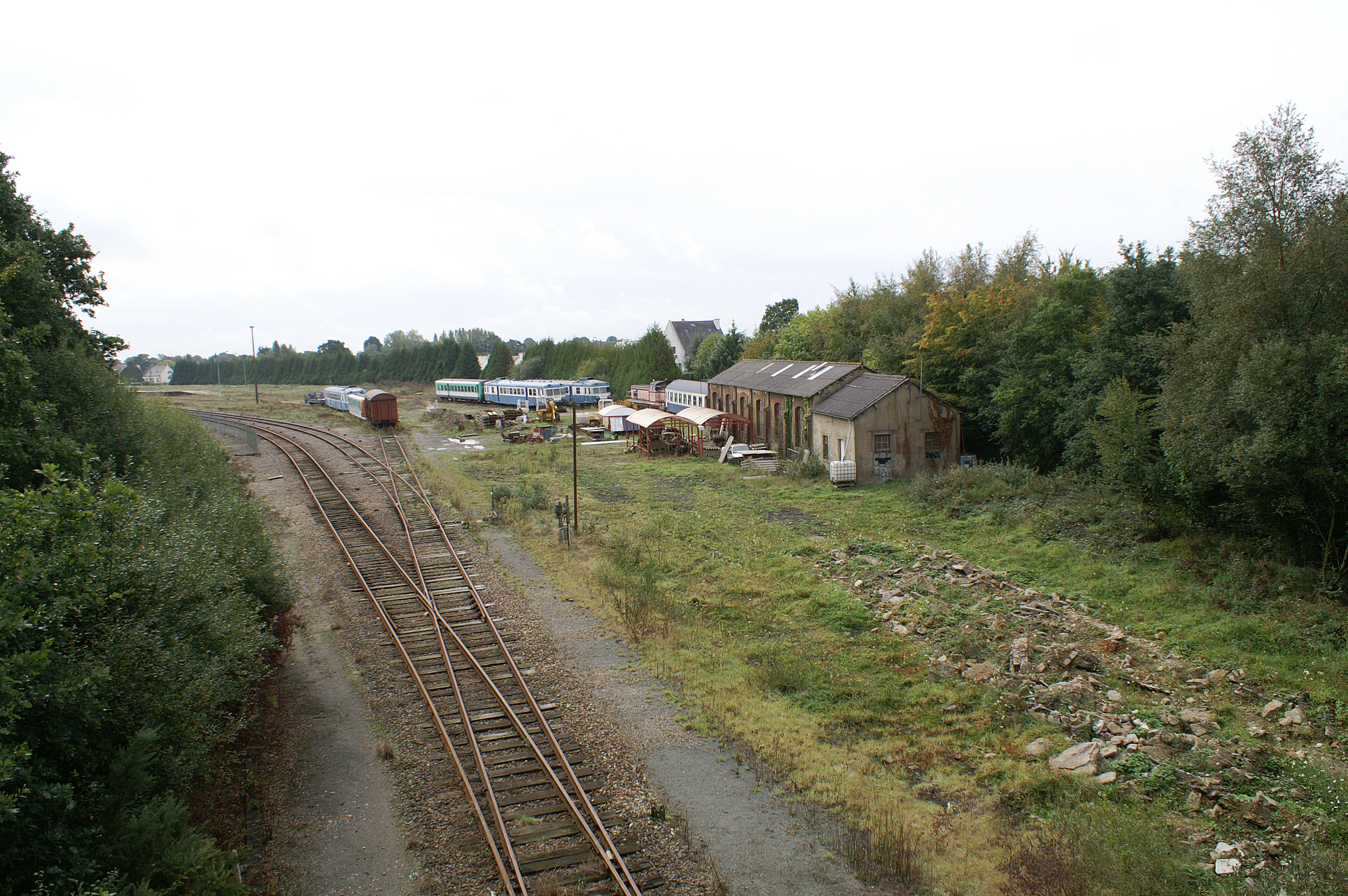
Dépôt matériel du CFCB en 2010

Après l'abandon d'un projet de remise en état et circulation touristique, l'autorail X3890, racheté à la SNCF en 1982 par quelques bretons passionnés, est remisé dans la halle marchandise de la gare de Guingamp. Un autre groupe, féru de chemins de fer fonde, le 7 novembre 1990, l'association Chemins de fer du Centre-Bretagne. Le projet est identique sauf qu'il est prévu d'utiliser la section de ligne de la gare de Loudéac à celle de Pontivy et la ligne St-Brieuc - Le Légué.
Entre 2005 et 2017, le CFCB faisait rouler des trains touristiques sur la ligne de Saint-Brieuc à Pontivy une quinzaine de fois par an:
- au moment de Noël,
- l’été avec l’office de tourisme,
- pour la journée du patrimoine*
- parfois pour emmener des gens à la messe pour un pardon.

L'exploitation des trains touristiques n'est plus possible à la suite de dégradations involontaires de la part de la SNCF. Le 18 janvier 2017, lors d’une opération de maintenance des rails, un chariot de la SNCF (qui enregistrait le dénivelé et l’écartement entre les voies) a déraillé. Il a roulé sur 40 km, entre Saint-Brieuc et La Motte, endommageant et mettant hors service les boîtiers électriques de 22 passages à niveau, nécessitant la suspension de tout trafic sur la ligne.
À compter du 28 juin 2021, et pour la saison estivale, l'association se voit confier l'exploitation du train touristique « Napoléon Express » entre les gares de Pontivy et de Lambel - Camors, sur la ligne d'Auray à Pontivy.

## Matériel préservé
- Autorail X 3890 « Picasso »
- Autorail X 2423

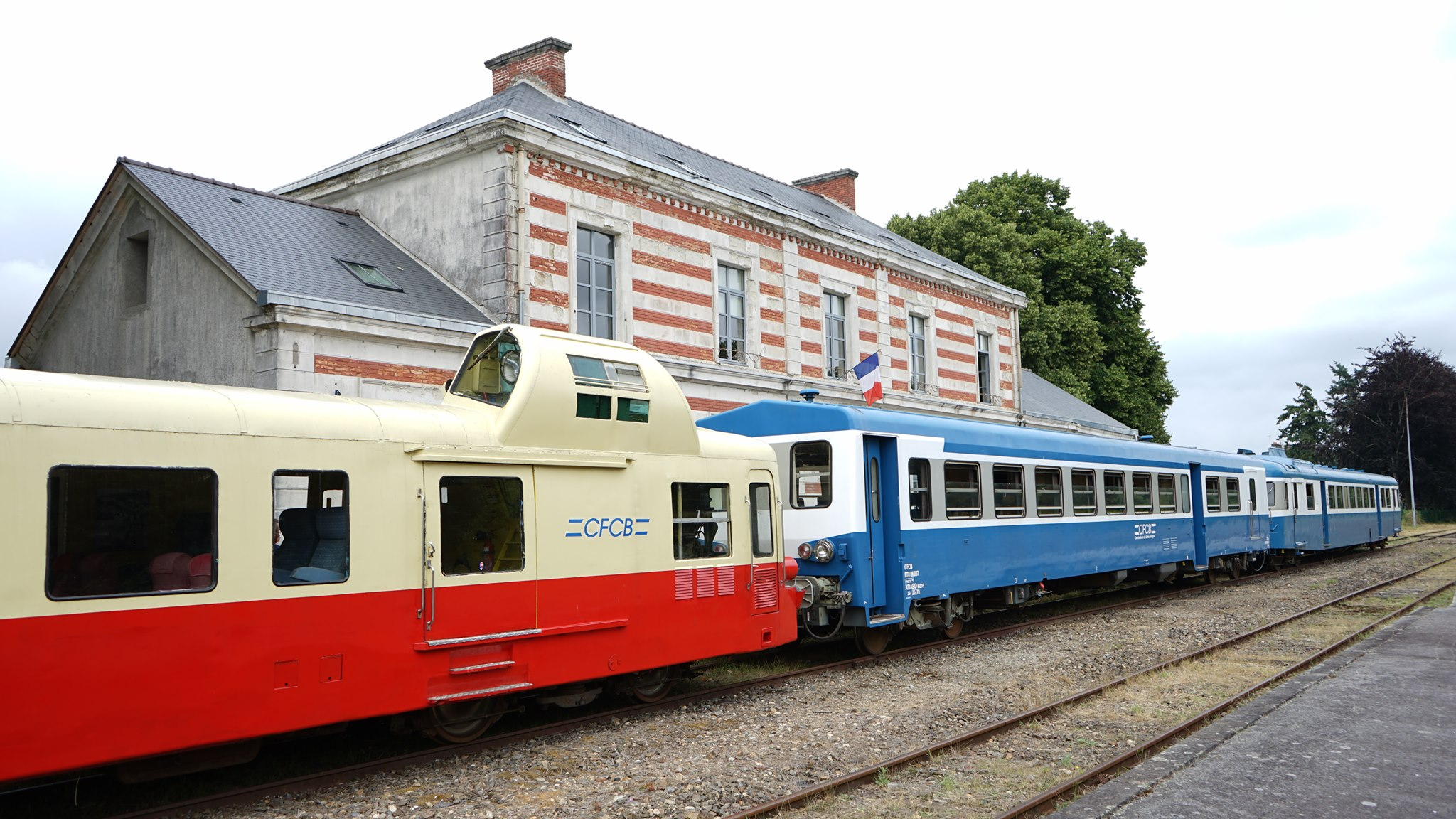
Le « Napoléon Express » en gare de Pontivy.

- Autorails X 2830, X 2847 et X 2875
- Autorails X 2208 et X 2251 (prêt du train des mouettes)
- Locomotives diesel BB 63958 et BB 64047
- Remorques XR 96005, XR 6202 et XR 6241
- Voiture couchettes « UIC » no 50-87-44-70-359-8 utilisée comme voiture vie